# Liste der Bodendenkmäler in Euerbach
Auf dieser Seite sind die Bodendenkmäler in der unterfränkischen Gemeinde Euerbach zusammengestellt. Diese Tabelle ist eine Teilliste der Liste der Bodendenkmäler in Bayern. Grundlage ist die Bayerische Denkmalliste, die auf Basis des Bayerischen Denkmalschutzgesetzes vom 1. Oktober 1973 erstmals erstellt wurde und seither durch das Bayerische Landesamt für Denkmalpflege geführt wird. Die folgenden Angaben ersetzen nicht die rechtsverbindliche Auskunft der Denkmalschutzbehörde.

## Bodendenkmäler in Euerbach
| Lage       | Objekt                                                                                 | Akten-Nr.     | Bild |
| ---------- | -------------------------------------------------------------------------------------- | ------------- | ---- |
| (Standort) | Siedlung der Hallstattzeit und der jüngeren Latènezeit.                                | D-6-5926-0007 |      |
| (Standort) | Bestattungsplatz mit verebnetem Grabhügel vorgeschichtlicher Zeitstellung.             | D-6-5926-0008 |      |
| (Standort) | Siedlung der Linearbandkeramik.                                                        | D-6-5926-0009 |      |
| (Standort) | Bestattungsplatz mit Grabhügeln vorgeschichtlicher Zeitstellung.                       | D-6-5926-0011 |      |
| (Standort) | Siedlung vor- und frühgeschichtlicher Zeitstellung.                                    | D-6-5926-0076 |      |
| (Standort) | Siedlung der Linearbandkeramik.                                                        | D-6-5926-0090 |      |
| (Standort) | Siedlung des Mittelneolithikums.                                                       | D-6-5926-0091 |      |
| (Standort) | Siedlung vor- und frühgeschichtlicher Zeitstellung.                                    | D-6-5926-0092 |      |
| (Standort) | Bestattungsplatz mit verebnetem Grabhügel vorgeschichtlicher Zeitstellung.             | D-6-5926-0093 |      |
| (Standort) | Siedlung der Linearbandkeramik.                                                        | D-6-5926-0108 |      |
| (Standort) | Siedlung der Linearbandkeramik sowie der Späthallstatt- und Frühlatènezeit.            | D-6-5926-0119 |      |
| (Standort) | Untertägige Teile der mittelalterlichen bis frühneuzeitlichen Evang.-Luth. Pfarrkirche | D-6-5926-0129 |      |
| (Standort) | Untertägige Teile der frühneuzeitlichen Kath. Pfarrkirche St. Michael von Euerbach.    | D-6-5926-0130 |      |
| (Standort) | Siedlung des frühen Mittelalters.                                                      | D-6-5926-0132 |      |
| (Standort) | Untertägige Teile der frühneuzeitlichen Evang.-Luth. Pfarrkirche von Obbach            | D-6-5926-0133 |      |
| (Standort) | Untertägige Teile der frühneuzeitlichen Kath. Kirche St. Johannes der Täufer           | D-6-5926-0135 |      |
| (Standort) | Siedlung der Linearbandkeramik und der römischen Kaiserzeit.                           | D-6-5926-0185 |      |
| (Standort) | Untertägige Teile des frühneuzeitlichen Schlosses von Obbach.                          | D-6-5926-0189 |      |